# Harry Connick jr.
Joseph Harry Fowler Connick jr. (New Orleans, 11 september 1967) is een Amerikaans zanger, pianist, en acteur.

## Levensloop
Connick is geboren en getogen in New Orleans, begon op driejarige leeftijd met pianospelen en zat al op zijn tiende in een jazzband. Als hij op zijn negentiende zijn eerste album opneemt, heeft hij diverse pianocompetities in het beroemde French Quarter gewonnen. Zijn grote doorbraak komt in 1989 met de filmmuziek van When Harry Met Sally..., waarvan het album meermaals platina wordt. Inmiddels heeft Connick behalve diverse gouden en multiplatina-albums ook meerdere Grammy Awards op zijn palmares staan, waaronder die voor Best Jazz Male Vocal Performance.
Begin 2007 verscheen het derde deel in de Connick on piano-serie Chanson Du Vieux Carré. Van dit album is een deel van de opbrengst bestemd voor de New Orleans Habitat Musicians Village, een project dat de crooner samen met saxofonist Branford Marsalis heeft opgezet om de muzikanten te helpen die getroffen zijn door de orkaan Katrina in 2005. Ook een deel van de opbrengsten van de cd Oh My New Orleans, in september 2007 in Nederland en België verschenen, zijn hiervoor bestemd.
Op zondag 28 oktober 2007 gaf Connick in het kader van de Oh My New Orleans-tournee een concert in het World Forum Theater in Den Haag.
In 2019 kreeg Connick een ster op de Hollywood Walk of Fame.

## Filmografie
- Find me falling (2024)
- Dolphin Tale 2 (2014)
- Dolphin Tale (2011)
- New in Town (2009)
- Living Proof (2008, televisiefilm)
- P.S. I Love You (2007)
- Bug (2006)
- Mickey (2004)
- Basic (2003)
- Will & Grace (2002-2006, televisieserie)
- Life Without Dick (2002)
- South Pacific (2001, televisiefilm)
- The Simian Line (2000)
- The Iron Giant (1999, animatiefilm)
- Wayward Son (1999)
- Hope Floats (1998)
- Excess Baggage (1997)
- Mad TV (1996)
- Independence Day (1996)
- Copycat (1995)
- Cheers (tv) (1992)
- Little Man Tate (1991)
- Memphis Belle (1990)

## Discografie
- Dixieland Plus (1977)
- Eleven (1978)
- Pure Dixieland (1979)
- Harry Connick Jr. (1987)
- 20 (1988)
- When Harry Met Sally (1989) [Soundtrack album]
- We Are in Love (1990)
- Lofty's Roach Souffle (1990)
- Blue Light, Red Light (1991)
- 25 (1992)
- When My Heart Finds Christmas (1993)
- Forever For Now (1993) [Compilation album released in the UK]
- She (1994)
- Star Turtle (1996)
- To See You (1997)
- Come by Me (1999)
- 30 (2001)
- Songs I Heard (2001)
- Thou Shalt Not (2002) [Cast recording]
- Other Hours: Connick on Piano, Volume 1 (2003)
- Harry for the Holidays (2003)
- Only You (2004)
- Occasion: Connick on Piano, Volume 2 (2005)
- Harry on Broadway, Act I (2006) [Cast recording]
- Oh, My NOLA (2007)
- Chanson du Vieux Carré : Connick on Piano, Volume 3 (2007)
- What a Night! A Christmas Album (2008)
- Your Songs (2009)
- In Concert on Broadway (2011) [livealbum]
- Music from The Happy Elf: Connick on Piano, Volume 4 (2011)
- Smokey Mary (2013)
- Every Man Should Know (2013)
- That Would Be Me (2015)

- Bibsys: 6054629
- Bibliothèque nationale de France: cb139331195 (data)
- Catàleg d'autoritats de noms i títols de Catalunya: 981058515435306706
- Gemeinsame Normdatei: 11932217X
- International Standard Name Identifier: 0000 0000 7839 4653
- Library of Congress Control Number: n91111521
- MusicBrainz: fd23e684-270f-4507-9cb0-a0e0d7854d16
- Nationale Bibliotheek van Tsjechië: xx0088097
- Nationale bibliotheek van Australië: 40017782
- Nationale Bibliotheek van Israël: 987007358059205171
- Nationale Bibliotheek van Polen: a0000001256586
- Nederlandse Thesaurus van Auteursnamen: 101210442
- SNAC: w6572djp
- Système universitaire de documentation: 117538698
- Trove: 1442540
- Virtual International Authority File: 59272782
- WorldCat: E39PBJpyvtWBMqc3jkYkKmDrMP